# Jawa 350/360
Jawa 350 typ 360, jíž se lidově přezdívalo panelka, je motocykl vyvinutý firmou Jawa, který se vyráběl v letech 1964–1978. Jeho předchůdcem byl model Jawa 350/354 zvaný kývačka. Název panelka vznikl podle krytu předního světlometu, který zakrýval celá řídítka a byl opatřen novým oválným tachometrem.
Stroj měl zdokonalenou spojku a vylepšený unašeč zadního kola s gumovým tlumičem nárazů kola. Pro lepší zabezpečení byla ve spínací skříňce použita vložka FAB, stejně jako u posledních modelů kývaček. Zadní světlo nebylo plechové, ale z průsvitného červeného plastu. Sedlo, které drželo uzavřené boční schránky, bylo uzamykatelné.

## Motor
Dvoudobý spalovací vzduchem chlazený řadový dvouválec se zdvihovým objemem 344 cm3 dával výkon 18 koní (13 kW) oproti 16 koním (12 kW) u předchůdce, modelu Jawa 350/354. Měl zvětšený píst a rozšířené sací kanály. Karburátor byl vybaven sytičem, který se ovládal lankem z řídítek motocyklu.

## Verze
- Jawa 350/360/00/01 – úprava pro přívěsný vozík
- Jawa 350/360/00/03 – úprava pro NDR
- Jawa 350/360/00/05 – úprava pro SSSR
- Jawa 350/360/00/06 – úprava pro prašné cesty
- Jawa 350/360/00/07 – úprava pro NSR
- Jawa 350/360/00/08 – úprava pro Mexiko
- Jawa 350/360/01 – provedení s automatickou spojkou[4]
- Jawa 350/360/02 – provedení s generátorem střídavého proudu a usměrňovačem[4]
- Jawa 350/360/03 – provedení pro armádu[4]
- Jawa 350/360/04 Californian – provedení určené pro USA, mělo sportovnější tvar, zúžený blatník, nový tvar nádrže a výfuky vyvedené šikmo vzhůru[4]

Další variantou byl typ „sport“ označený Jawa 350/361.

## Technické parametry
- Rám: trubkový, ocelový
- Suchá hmotnost: 139 kg
- Pohotovostní hmotnost: 160 kg
- Maximální rychlost: 120 km / h
- Spotřeba:  3,4–4 l/100 km
- Vrtání: 58 mm
- Zdvih: 65 mm
- Kompresní poměr: 8:1
- Přívod paliva: Karburátor Jikov 2926 ze sytičem
- Palivový systém: gravitační
- Výkon: 13,3 kw (1964), 13,5 kW (1965), 13 kW (1966)[5]
- Otáčky 4750 ot/min (1964), 5000 ot/min (1965), 5250 ot/min (1966)[5]
- Převodovka: čtyřstupňová, sekundární převod řetězem
- Odpružení: zdvih 130 mm vpředu a 100 mm vzadu
- Pneumatiky: přední: 3,25×16, zadní: 3,50×16
- Ráfek: 1,85B×16
- Brzdy: přední: mechanická bubnová, zadní: mechanická bubnová
- Rozvor: 1335 mm
- Délka: 1980 mm
- Šířka: 650 mm
- Výška: 1025 mm
- Pohon: zadní, řetěz
- Kapacita nádrže: 13,5 l
- Elektřina: 6 V
- Počet míst: 2